# 对外经济省
对外经济省（：／）是朝鮮的对外贸易部门。该部的总部位於平壤市金日成广场。 该部成立于2014年，由先前的贸易省（成立於1948年9月2日）与合营投资委员会、国家经济开发委员会（1998年10月成立）合并而成。

## 历任主官
- 尹正浩